# 세인트루시아의 국장

세인트루시아의 국장

세인트루시아의 국장은 1979년에 제정되었다.
국장 가운데에 그려져 있는 파란색 방패 가운데에는 십자 모양으로 놓여 있는 사탕수수로 만든 두 개의 막대기가 그려져 있다.
방패 왼쪽 상단과 오른쪽 하단에는 튜더 왕가의 장미 문양이 장식되어 있으며, 방패 오른쪽 상단과 왼쪽 하단에는 금색 백합 문양이 장식되어 있다.
방패 위쪽에는 투구와 발판, 횃불이 그려져 있으며, 방패 양쪽에는 세인트루시아의 국조인 두 마리의 세인트루시아 앵무새가 그려져 있다.
장미 문양은 영국의 상징이며, 백합 문양은 프랑스의 상징이다. 발판은 아프리카를, 횃불은 진보를 향한 작은 길을 밝히는 봉화를 의미한다.
국장 아래쪽에 있는 리본에는 세인트루시아의 나라 표어인 "국토, 국민, 빛" ("The Land, The People, The Light")이라는 문구가 영어로 쓰여 있다.